# Triorbis
Triorbis is een geslacht van motten van de familie Nolidae.

## Soorten
- Triorbis annulata (Swinhoe, 1890)
- Triorbis aureovitta Hampson, 1902